# HMS Gallant (H59)
HMS Gallant (H59) là một tàu khu trục lớp G được chế tạo cho Hải quân Hoàng gia Anh Quốc vào giữa những năm 1930. Nó trải qua một phần lớn thời gian tại vùng biển Tây Ban Nha trong giai đoạn Nội chiến ở nước này vào năm 1936–1939, thực thi chính sách cấm vận vũ khí mà Anh và Pháp áp đặt cho các bên xung đột. Nó được điều từ Hạm đội Địa Trung Hải trở về quần đảo Anh vào đầu Chiến tranh Thế giới thứ hai để hộ tống tàu bè tại vùng biển nhà. Gallant bị hư hại nhẹ bởi máy bay Đức trong cuộc triệt thoái lực lượng Đồng Minh khỏi Dunkirk vào cuối tháng 5 năm 1940; và sau khi được sửa chữa, nó được chuyển đến Gibraltar để phục vụ cùng Lực lượng H trong nhiều tháng. Đến tháng 11, con tàu được điều trở lại Hạm đội Địa Trung Hải, nơi nó hộ tống các đoàn tàu vận tải Malta. Nó trúng phải một quả mìn vào tháng 1 năm 1941 và được kéo đến Malta để sửa chữa. công việc bị kéo dài, và Gallant còn bị hư hại thêm do không kích vào tháng 4 năm 1942, trước khi việc sửa chữa hoàn tất. Những hư hại thêm khiến việc sửa chữa nó quá tốn kém, nên nó bị đánh đắm như một tàu ụ cản vào năm 1943. Xác tàu được tháo dỡ vào năm 1953.

## Thiết kế và chế tạo
Gallant có trọng lượng choán nước tiêu chuẩn 1.350 tấn Anh (1.370 t), và lên đến 1.883 tấn Anh (1.913 t) khi đầy tải. Nó có chiều dài chung 323 foot (98,5 m), mạn thuyền rộng 33 foot (10,1 m) và độ sâu của mớn nước là 12 foot 5 inch (3,8 m). Nó được dẫn động bởi hai turbine hơi nước Parsons truyền động ra hai trục chân vịt, sản sinh tổng công suất 34.000 mã lực càng (25.000 kW), cho phép nó đạt tốc độ tối đa 36 hải lý trên giờ (67 km/h; 41 mph). Hơi nước được cung cấp bởi ba nồi hơi ống nước Admiralty. Gallant có thể mang theo tối đa 470 tấn Anh (480 t) dầu đốt, cho phép một tầm hoạt động tối đa 5.530 hải lý (10.240 km; 6.360 mi) ở tốc độ 15 hải lý trên giờ (28 km/h; 17 mph). Thành phần thủy thủ đoàn của nó bao gồm 137 sĩ quan và thủy thủ trong thời bình, nhưng tăng lên đến 146 người trong thời chiến.
Con tàu được trang bị bốn khẩu pháo QF 4,7 inch (120 mm) Mk. XII L/45 trên các tháp pháo nòng đơn. Cho mục đích phòng không, Gallant có hai khẩu đội súng máy 0,5 in (13 mm) Mk.III bốn nòng. Nó còn có hai bệ ống phóng ngư lôi bốn nòng trên mặt nước dành cho ngư lôi 21 in (530 mm). Một đường ray thả mìn sâu và hai máy phóng được trang bị; ban đầu nó mang theo 20 quả mìn sâu, nhưng được tăng lên 35 quả không lâu sau khi chiến tranh bắt đầu.
Gallant được đặt hàng vào ngày 5 tháng 3 năm 1934 trong Chương trình Chế tạo Hải quân 1933. Nó được đặt lườn vào ngày 15 tháng 9 năm 1934 tại xưởng tàu của hãng Alexander Stephen and Sons ở Glasgow, Scotland; được hạ thủy vào ngày 26 tháng 9 năm 1935 và hoàn tất vào ngày 25 tháng 2 năm 1936 với chi phí 252.920 Bảng Anh, không tính đến các thiết bị do Bộ Hải quân Anh cung cấp như vũ khí, đạn dược và thiết bị thông tin liên lạc.

## Lịch sử hoạt động
Sau khi nhập biên chế, Gallant được phân về Chi hạm đội Khu trục 1 trực thuộc Hạm đội Địa Trung Hải. Nó đã thực hiện tuần tra tại vùng biển Tây Ban Nha trong giai đoạn Nội chiến ở nước này nhằm thực thi chính sách cấm vận vũ khí của Anh và Pháp. Nó đã kéo một tàu buôn Tây Ban Nha khỏi mắc cạn giữa Almeria và Malaga vào ngày 20 tháng 12 năm 1936. Chiếc tàu khu trục đã bị một máy bay thuộc phe Quốc gia tấn công ngoài khơi mũi San Antonio vào ngày 6 tháng 4 năm 1937, nhưng không bị hư hại. Nó quay về Anh trong tháng tiếp theo để được đại tu tại Sheerness từ ngày 31 tháng 5 đến ngày 21 tháng 7 năm 1937.
Khi Chiến tranh Thế giới thứ hai nổ ra vào tháng 9 năm 1939, Gallant hiện diện tại Địa Trung Hải, nhưng nó cùng với toàn bộ chi hạm đội được điều về Bộ chỉ huy Tiếp cận phía Tây đặt căn cứ tại Plymouth vào tháng 10. Sau khi được bảo trì tẩy sạch nồi hơi, vào cuối tháng đó, nó được chuyển đến Bộ chỉ huy Nore ở Harwich cho nhiệm vụ tuần tra và hộ tống. Vào ngày 2 tháng 2 năm 1940, nó cùng với tàu chị em HMS Griffin đã cứu vớt thủy thủ đoàn của chiếc tàu chở dầu British Councillor bị chìm sau khi trúng phải thủy lôi. Nó tiếp nhận nhiệm vụ hộ tống Đoàn tàu vận tải HN 12 sau khi tàu khu trục HMS Duchess bị đánh chìm vào ngày 18 tháng 2, và nó đã cứu vớt 12 người sống sót từ chiếc tàu Thụy Điển Santos gần Duncansby Head một tuần sau đó. Vào ngày 20 tháng 3, nó hộ tống các tàu buôn tuần dương vũ trang Cilicia và Carinthia sau khi chúng va chạm với nhau. Chiếc tàu khu trục được tái trang bị tại Southampton từ ngày 28 tháng 3 đến ngày 30 tháng 4, rồi gia nhập trở lại chi hạm đội tại Harwich vào ngày hôm sau. Trong đêm 9-10 tháng 5, Gallant cùng tàu khu trục HMS Bulldog đã cứu vớt hầu hết thủy thủ đoàn của chiếc tàu khu trục HMS Kelly sau khi nó trúng ngư lôi từ một tàu E-boat Đức tại Bắc Hải.
Trong khi tham gia cuộc triệt thoái Dunkirk, Gallant bị một quả bom ném suýt trúng vào ngày 29 tháng 5, làm hỏng bánh lái và gây hư hại nhẹ cho lườn tàu và hệ thống dẫn điện. Nó được sửa chữa tại Hull, rồi đụng độ với một chiến dịch rải mìn của Đức trong đêm 5-6 tháng 6 ngoài khơi Lowestoft cùng với tàu khu trục HMS Walpole. Vào cuối tháng 6, nó được tái trang bị tại Xưởng tàu Chatham, khi dàn phóng ngư lôi phía sau được thay bằng một khẩu pháo QF 12-pounder 3 inch (76 mm) phòng không.
Gallant sau đó được điều sang Chi hạm đội Khu trục 13 trực thuộc Bộ chỉ huy Bắc Đại Tây Dương, và đi đến Gibraltar vào ngày 30 tháng 7. Trên đường đi, nó hộ tống cho tàu sân bay HMS Argus đang vận chuyển một tá máy bay tiêm kích Hawker Hurricane. Trong Chiến dịch Hurry, một trong các đoàn tàu vận tải tăng viện cho Malta đang bị phong tỏa, Gallant cùng ba tàu khu trục khác đã hộ tống Argus đi đến một điểm về phía Tây Nam Sardinia nơi chiếc tàu sân bay có thể tung số máy bay ra tăng cường cho lực lượng trú đóng tại Malta vào ngày 2 tháng 8. Sau khi quay trở lại Gibraltar, nó được chuyển sang Lực lượng H. Vào ngày 20 tháng 10, nó cùng với tàu chị em Griffin và chiếc HMS Hotspur đã đánh chìm tàu ngầm Ý Lafolè về phía Đông Gibraltar. Sau đó nó hộ tống cho thiết giáp hạm HMS Barham cùng các tàu tuần dương HMS Berwick và HMS Glasgow trong Chiến dịch Coat vào đầu tháng 11 khi chúng gia nhập Hạm đội Địa Trung Hải. Bản thân Gallant được chuyển sang Chi hạm đội Khu trục 14 tại Malta vào ngày 10 tháng 11. Nó tham gia Trận chiến mũi Sparventivo bất phân thắng bại vào ngày 27 tháng 11 trong Chiến dịch Collar.
Trong Chiến dịch Excess, Gallant trúng phải một quả mìn ngoài khơi Pantellaria vào ngày 10 tháng 1 năm 1941, làm kích nổ hầm đạn phía trước. Vụ nổ làm thổi tung phần mũi tàu, khiến 65 người thiệt mạng và làm bị thương 15 người khác. Tàu chị em Griffin đã cứu vớt hầu hết những người sống sót, và tàu khu trục HMS Mohawk đã kéo phần còn lại, với đuôi trước, quay trở lại Malta. Công việc sửa chữa tiến hành chậm chạp, vào tháng 10 năm 1941, người ta ước lượng công việc sẽ hoàn tất vào tháng 6 năm 1942. Tuy nhiên, vào ngày 5 tháng 4 năm 1942, con tàu lại bị hư hại nặng do mảnh bom bởi một cuộc không kích xuống Valletta, và phải cho mắc cạn để tránh bị chìm. Gallant được xem như một tổn thất toàn bộ, và mọi thiết bị có thể tái sử dụng đều đực tháo dỡ. Nó được sử dụng như một tàu ụ cản tại đảo St Paul vào tháng 9 năm 1943. Xác tàu sau đó được tháo dỡ vào năm 1953.